# Giorgio Marras
Giorgio Marras (Marrubiu, Italia, 15 de octubre de 1971) es un atleta italiano retirado especializado en la prueba de 4 x 100 m, en la que ha conseguido ser medallista de bronce europeo en 1994.

## Carrera deportiva
En el Campeonato Europeo de Atletismo de 1994 ganó la medalla de bronce en los relevos 4 x 100 metros, con un tiempo de 38.99 segundos, llegando a meta tras Francia y Ucrania (plata).